# Polysteganus
Polysteganus — рід окунеподібних риб родини Спарові (Sparidae). Представники роду поширені на заході Індійського океану та у Червоному морі.

## Класифікація
Рід містить п'ять видів:
- Polysteganus baissaci (Smith, 1978)[11]
- Polysteganus coeruleopunctatus (Klunzinger, 1870)[12]
- Polysteganus mascarenensis
- Polysteganus praeorbitalis (Günther, 1859)[13]
- Polysteganus undulosus (Regan, 1908)[14]